# أيجنت
أيجنت (بالإنجليزية: Agent؛ يعني حرفياً «وكيل») هي لعبة فيديو تم تطويرها من قبل روكستار نورث وكان من المقرر نشرها من قبل روكستار جيمز لجهاز البلاي ستيشن 3. وكان من المقرر أن تجري اللعبة في أجواء الحرب الباردة في السبعينيات. تم تسريب اللعبة في يوليو 2007 وتم الإعلان عنها رسميًا في يونيو 2009. تم تجديد العلامة التجارية لعنوان اللعبة في 2013 و2017، وتم التخلي عنها بحلول نوفمبر 2018.

## المكان
كان من المقرر ان يتم سرد الأحداث خلال الحرب الباردة في أواخر السبعينيات. وفقًا لبيان صحفي، تم تجهيز اللعبة «لنقل اللاعبين إلى عالم مكافحة التجسس والاغتيالات السياسية». وكان من المقرر أيضا أن تكون مهمة تقع احداثها في قلب العاصمة المصرية القاهرة، ولكن أُلغيت بسبب مشاكل مع الحكومة المصرية.

## تطوير
في يوليو 2007، في معرض الترفيه الإلكتروني في ذلك العام (E3)، أعلنت شركة سوني للترفيه الإلكتروني أن روكستار جيمز تعمل على لعبة جديدة لـجهاز ال بلايستيشن 3 في يوليو 2007. كتب مايكل شوروك، مدير العلاقات مع الطرف الثالث في شركة سوني للترفيه "فرع الولايات المتحدة الأمريكية". على مدونة بلايستيشن الأمريكية الرسمية: «كجزء من علاقتنا الطويلة الأمد مع روكستار، والنجاح المذهل لكلا الشركتين مع الرمز الثقافي جراند ثيفت اوتو، وافقنا على الحقوق الحصرية للعنوان الكبير التالي من استوديوهات روكستار». لم يتم الكشف عن أي شيء آخر حول العنوان الجديد باستثناء التوضيح بأنه لن يكون إل أيه نوار. وفقًا لـ شوروك، «أراد استوديو روكستار حقًا أن يصنع لعبة لا يمكنك فعلها إلا على البلايستيشن 3» وأضاف شوروك أن السبب وراء إغلاق سوني لحقوق الملكية الفكرية بصفتها صفقة حصرية هو أن سوني اعتقدت أن العنوان الجديد «سيعلي من طموحات المجال الي الآفاق».  بن فيدر، الرئيس السابق لشركة تيك-تو انترأكتيف (الشركة الأم لـ روكستار)، إن اللعبة ستكون «محددة للنوع» و«طريقة جديدة تمامًا لتجربة ألعاب الفيديو التي لم نرها حقًا قبل».
لم يُعلن عن تفاصيل المشروع الخاص باللعبة، بما في ذلك عنوانه، حتى يونيو 2009، عندما تم الإعلان خلال مؤتمر سوني الصحفي في معرض الترفيه الإلكتروني. وصف سام هاوسر، أحد مؤسسي روكستار، وصف لعبة أيجنت بأنها لعبة كانت الشركة ترغب في صنعها لبعض الوقت، وقد شرع في إنشاء تجربة فريدة للاعب.  أعلن فيدر عن اعتقاده بأن اللعبة يمكن أن تحقق نفس مستوى النجاح الذي حققته سلسلة جراند ثيفت اوتو وتصبح «عنوان متميز لدي استديو روكستار»، نظرًا لأن تطويرها يشرف عليه سام هاوسر ودان هاوسر مؤسسي روكستار، في حديثه مع موقع جيم سبوت في أثناء عرض إي ثري عام 2009، أوضح فيدر قرار تطوير اللعبة فقط لجهاز سوني على أنه نابع من الدعم المتزايد من سوني كعنوان حصري بدلاً من تطوير اللعبة عبر الأنظمة الأساسية الاخري.